# Philippe de Carteret I
Philippe de Carteret I, 2. Senior Sarku (1552-1594) – Senior Sarku i Saint Ouen w latach 1584 - 1594.
Był synem i następcą Helliera de Carteret, 1. Seniora Sarku i jego żony, Margaret de Carteret.
Został pasowany na rycerza przez Elżbietę I i dowodził armią wysłaną przez królową na pomoc królowi Francji Henrykowi IV we francuskich wojnach religijnych. Mówi się, że podczas tego konfliktu Philippe de Carteret I stracił rękę. 
W 1580 ożenił się z Rachel Paulett (1564–1650), córką George'a Paulett, baliwa Jersey (ok. 1533–1621). Mieli wiele dzieci:
- Philippe de Carteret II, 2. Seniora Sarku (1584-1643),
- Eliasa de Carteret (1585–1640)
- Gideona de Carteret
- Rachelę de Carteret
- Judith de Carteret
- Susan de Carteret
- Sarah de Carteret
- Ann de Carteret[2]